# Christoph 60
Christoph 60 ist der Funkrufname eines am SRH Zentralklinikum Suhl stationierten Rettungshubschraubers der DRF Luftrettung.

## Geschichte
Das Luftrettungszentrum wurde am 1. Mai 1993 am SRH Zentralklinikum Suhl in Betrieb genommen und bis zum 31. Dezember 1993 von Heli-Flight betreut. Zum Einsatz kam ein Robinson R22, welcher als Notarzteinsatzhubschrauber (NEH) nur mit einem Piloten und dem Notarzt besetzt war. Am 3. August 1993 vermeldete das „Freie Wort“ (FW), dass in Suhl bald ein Rettungshubschrauber (RTH) statt des Notarzteinsatzhubschraubers (NEH) stationiert werde.
Am 1. Januar 1994 übernahm die Deutsche Rettungsflugwacht e. V. (DRF) den Betrieb des Luftrettungszentrums und betrieb dieses fortan, in Kooperation mit dem örtlichen DRK-Kreisverband und dem Klinikum Suhl. Stationiert wurde ein Rettungshubschrauber vom Typ BO 105 CBS. Die BO 105 CBS wurde am 26. August 2004 durch eine leistungsstärkere Eurocopter EC 135 ersetzt. Am 1. April 2024 wurde die EC135 durch einen Airbus Helicopters H135 ersetzt. Im Gegensatz zur EC135 verfügt die H135 über ein Glascockpit, einen Vier-Achsen-Autopilot, sowie ein Anti-Kollisions-System.

## Rettungszentrum
Vom Zentralklinikum Suhl aus werden Einsätze in einem Umkreis von ca. 50 km geflogen. Er wird in den Landkreisen Schmalkalden-Meiningen, Wartburgkreis, Gotha, Ilm-Kreis, Schweinfurt, Coburg, Hildburghausen, Sonneberg und Saalfeld-Rudolstadt sowie in die Stadt Suhl alarmiert. Ende Juli 2014 flog der Hubschrauber den 20.000 Einsatz.
Bei seinen Einsätzen ist der Rettungshubschrauber Christoph 60 mit einem Piloten der DRF Luftrettung besetzt. Die Notfallsanitäter, welche ebenfalls Mitarbeiter der DRF Luftrettung sind, gehören zur Hubschrauberbesatzung (HEMS Crew Member) und unterstützen den Piloten im Bereich der Kommunikation und Navigation, während der Notarzt, welcher aus dem SRH Zentralklinikum Suhl stammt, juristisch gesehen nur ein Passagier ist.

## Sonstiges
Der Name Christoph 60 geht auf den heiligen Christophorus zurück, den Schutzpatron der Autofahrer. Nach ihm tragen alle deutschen Rettungshubschrauber den BOS-Funk-Rufnamen Christoph, gefolgt von einer Nummer bei Rettungshubschraubern und einer Bezeichnung zum Standort bei Intensivtransporthubschraubern.